# Station Lauenförde-Beverungen
Station Lauenförde-Beverungen (Bahnhof Lauenförde-Beverungen) is een spoorwegstation in de Duitse plaats Lauenförde, in de deelstaat Nedersaksen. Het station ligt aan de spoorlijn Ottbergen - Northeim. De plaats Beverungen ligt aan de andere kant van de Wezer in de deelstaat Noordrijn-Westfalen. Het station is geopend in 1878 en beschikt over een kruisingsspoor, zodat treinen op de enkelsporige lijn elkaar kunnen passeren. 
Op een gebouw langs het perron van Lauenförde-Beverungen is tussen 1848 en 1893 een opschrift aangebracht met de tekst: "Differenz der Ortszeit gegen Berlinerzeit, 10 Minuten" (verschil tussen de lokale tijd en de tijd in Berlijn, 10 minuten). Vroeger hadden plaatsen vaak een eigen tijd, omdat de dienstregeling van de treinen de tijd in Berlijn volgde en niet die van de lokale plaatsen. In Lauenförde werd dit dan ook aangegeven om vergissingen te voorkomen. 

## Indeling
Het station heeft twee zijperrons, waarvan één tussen de sporen ligt en is te bereiken via een overpad. De perrons zijn niet overkapt, maar voorzien van abri's. Het station is te bereiken vanaf de straat Zum Bahnhof waar ook een parkeerterrein, fietsenstalling en bushalte zijn.

## Verbindingen
De volgende treinserie doet het station aan:
| Serie | Treinsoort                  | Route                                                                                           | Bijzonderheden                                                                       |
| ----- | --------------------------- | ----------------------------------------------------------------------------------------------- | ------------------------------------------------------------------------------------ |
| RB 85 | Regionalbahn (NordWestBahn) | Ottbergen – Lauenförde-Beverungen – Bodenfelde – Offensen (Kr Northeim) – Adelebsen – Göttingen | Oberweser-Bahn eenmaal per twee uur in het weekend, gekoppeld in Ottbergen aan RB 84 |